# Sint-Antoniuskerk (Overlangel)
De Sint-Antoniuskerk is een rooms-katholieke kerk in de Nederlandse plaats Overlangel. De kerk is gewijd aan de heilige Antonius van Egypte.
In 1854 werd de Sint-Antoniuskerk in Overlangel gebouwd, naar ontwerp van architect Wilhelmus Jacobus van Vogelpoel. Deze kerk verving de Sint-Antoniuskapel in Overlangel. Van Vogelpoel hanteerde een neogotische bouwstijl. In september 1854 werd de kerk ingewijd door bisschop Joannes Zwijsen. De kerk kent een opvallende smalle kerktoren die wordt bekroond met een open, gietijzeren spits. De entree in de toren is versierd met een frontaal en boven het frontaal is een beeld van Antonius aangebracht. Het bovenwerk is achtkantig en ondersteunt de spits. Het schip is eenbeukig en wordt overspannen door kruisribgewelven.  In 1858 wordt in de kerk een orgel van Franciscus Cornelius Smits geplaatst en in 1895 volgt er een altaar.
De kerk is in 1976 aangewezen als rijksmonument.

## Galerij

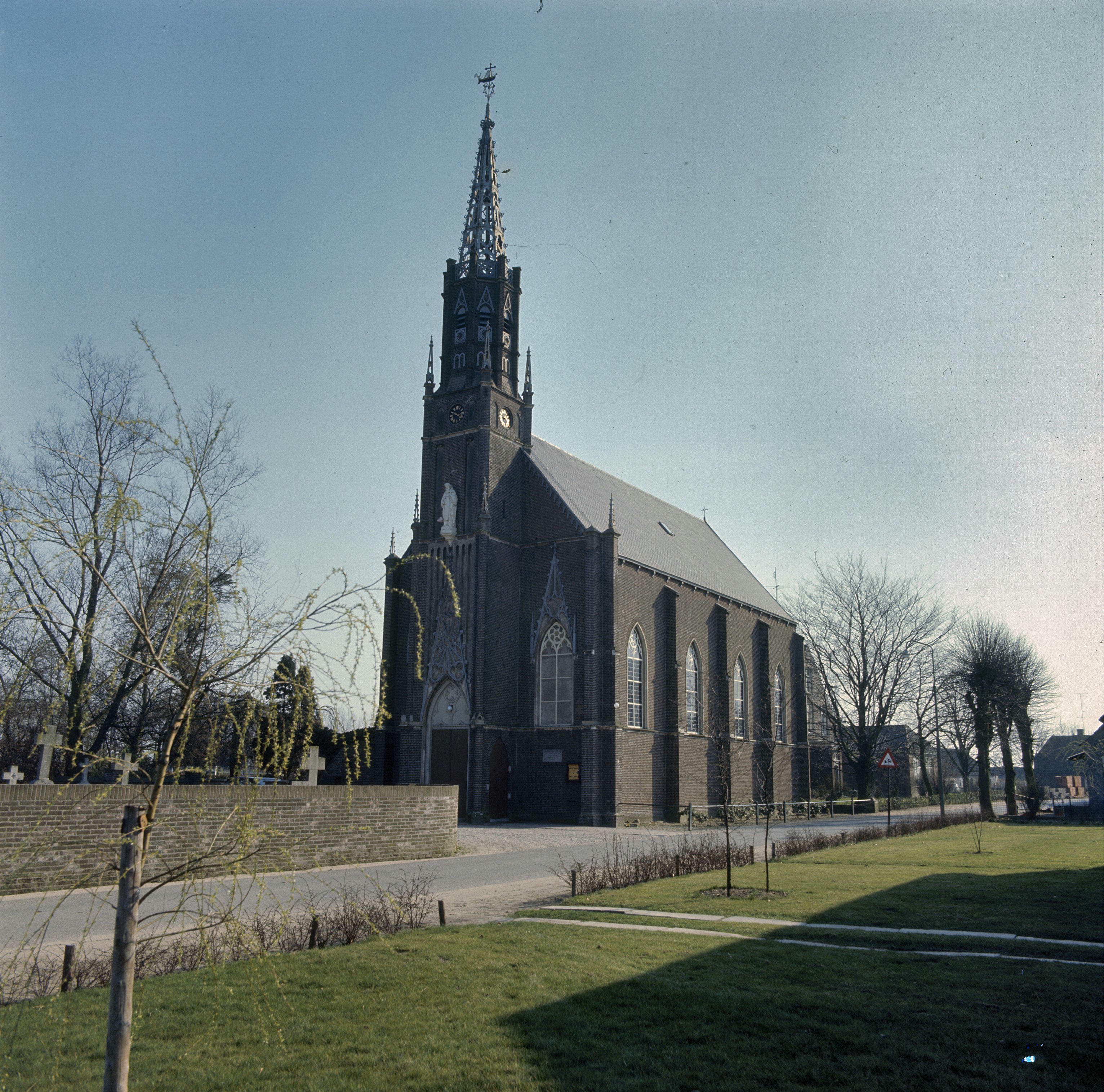
Vooraanzicht
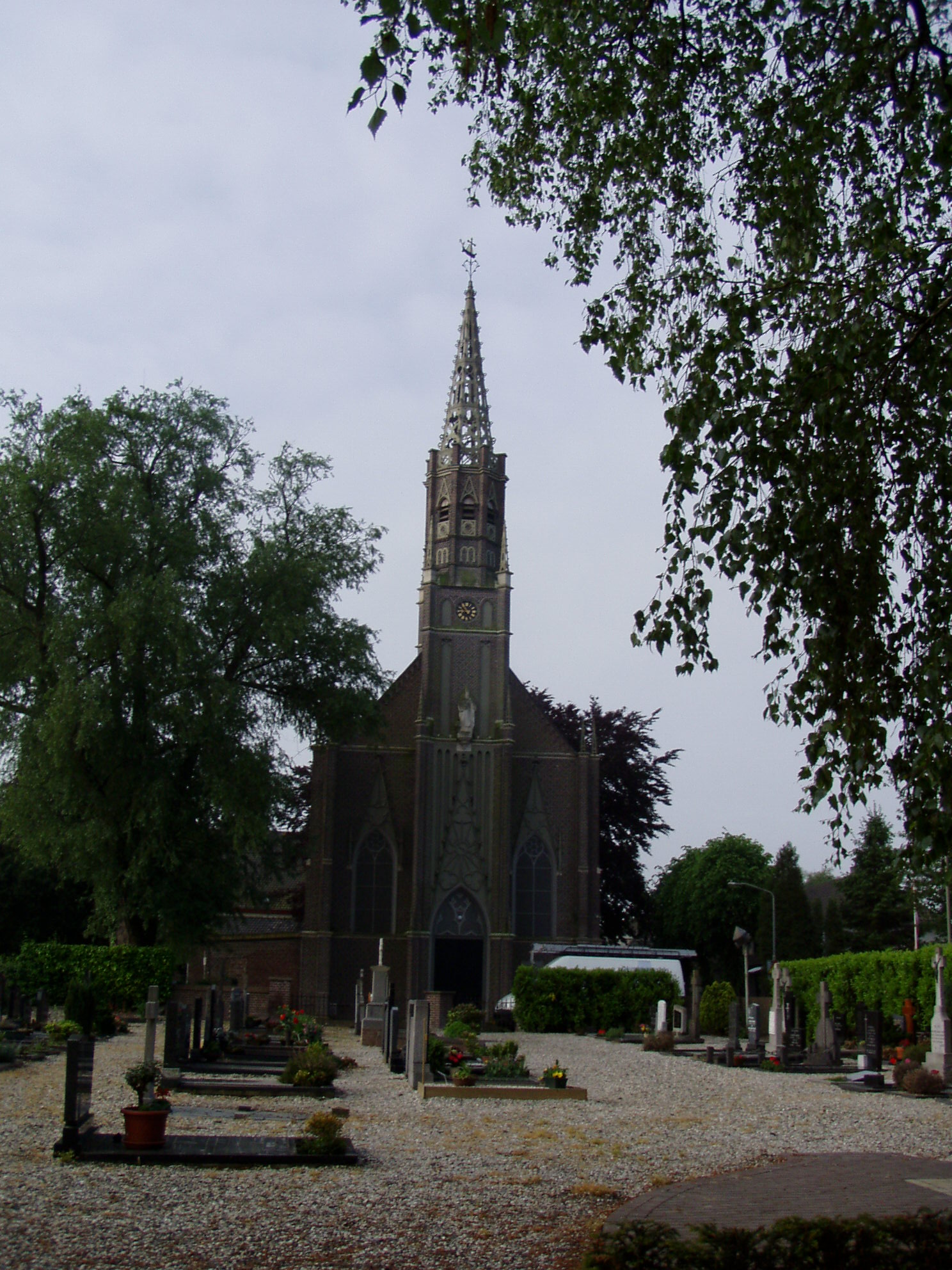
Aanzicht in 2006
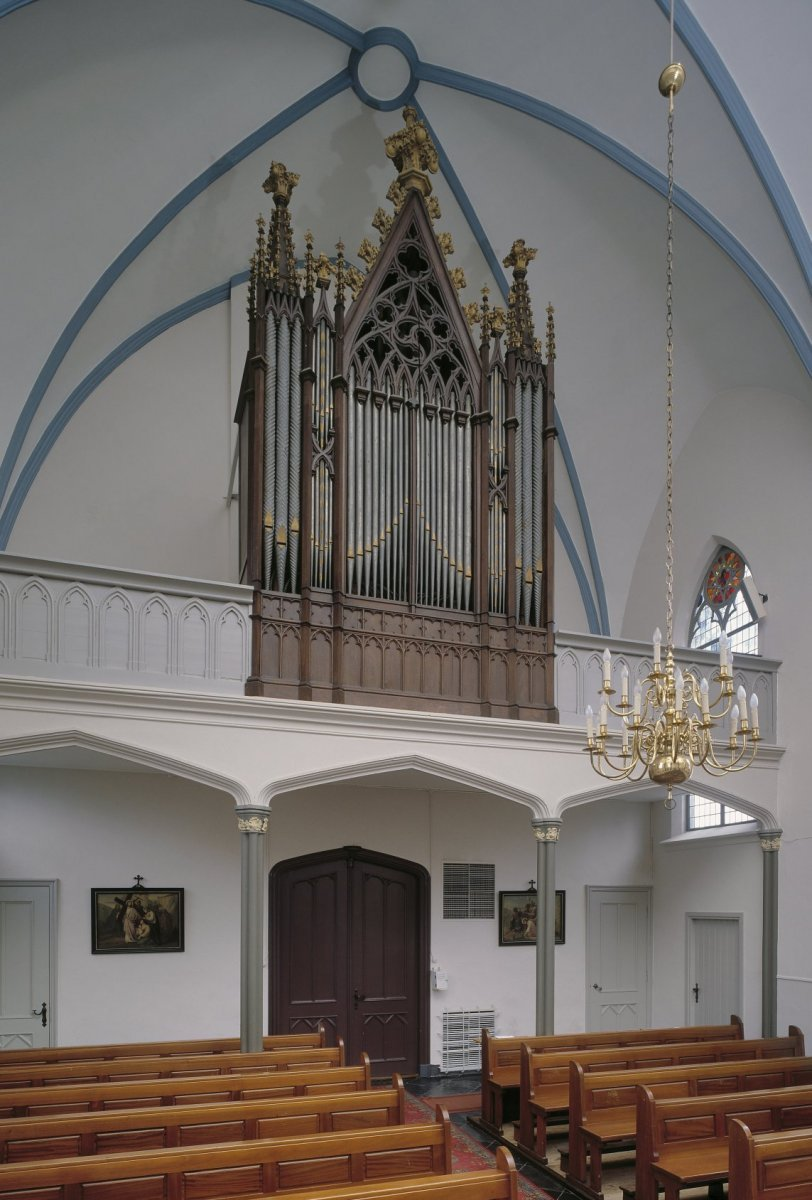
Smits-orgel
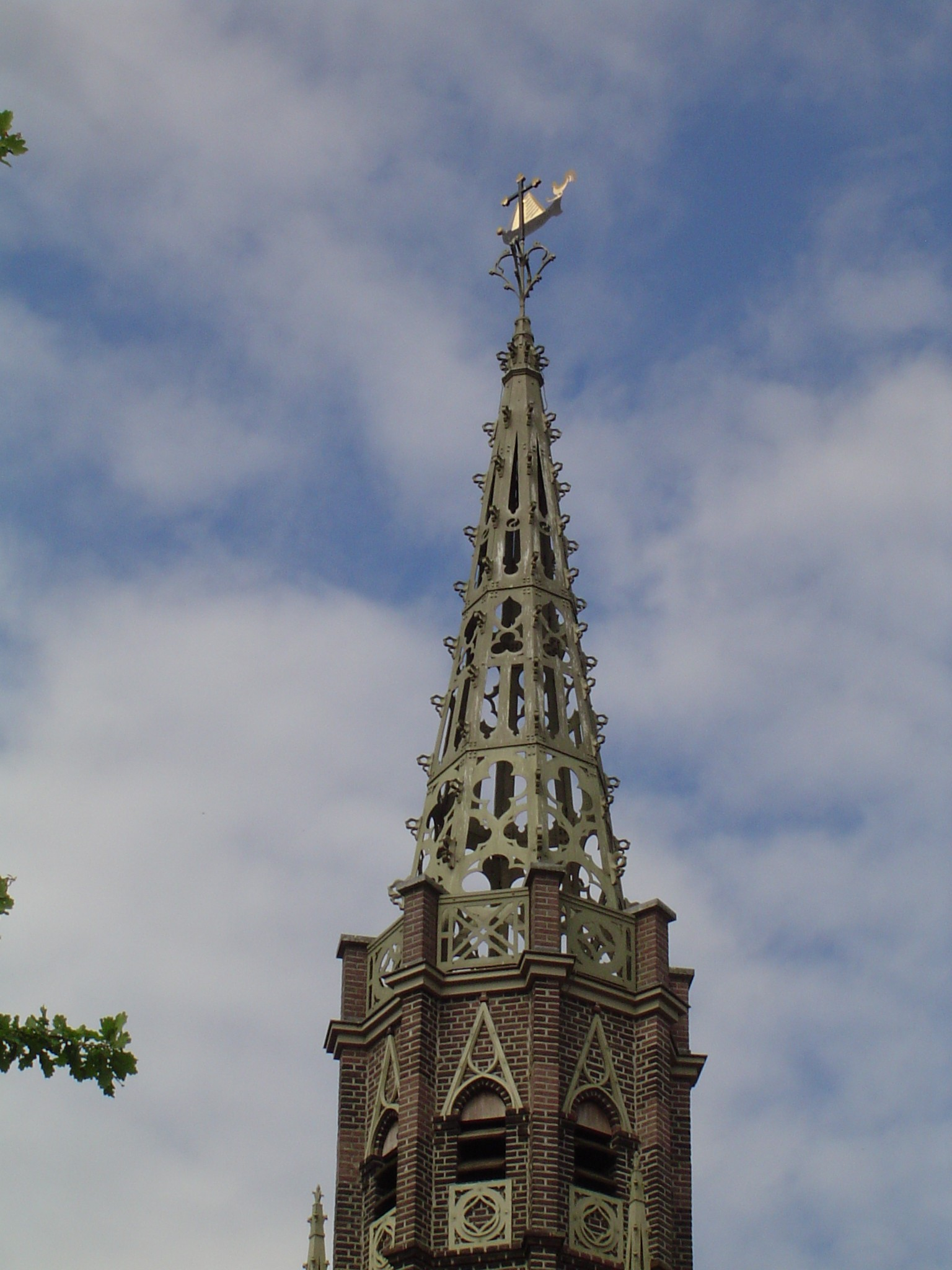
Torenspits